# Pseudoleptomesochrella incerta
Pseudoleptomesochrella incerta is een eenoogkreeftjessoort uit de familie van de Ameiridae. De wetenschappelijke naam van de soort is voor het eerst geldig gepubliceerd in 1956 door Chappuis & Delamare-Deboutteville.